# لس یانوس دتورمس
لس یانس د ترمس دهستانی در استان آبیلای اسپانیا است.
در این دهستان ۱۱۸ نفر زندگی می‌کنند. مساحت این دهستان ۱۷٫۴۷ کیلومتر مربع است.